# Johann Daniel Mylius
Pour les articles homonymes, voir Mylius.
Johann Daniel Mylius (né vers 1583 à Gemünden (landgraviat de Hesse-Marbourg) et mort en 1642) était un compositeur pour luth et auteur alchimique. En alchimie il fut l'élève de son beau-frère Johann Hartmann (1568-1613), qui tint à l'université de Marbourg la première chaire de « Chymie » en Europe à partir de 1609.
En médecine il publia en 1618 un traité de iatrochimie intitulé Opus medico-chymicum. La même année il publia un livre d'emblèmes alchimiques Philosophia Reformata (et dont le texte est un plagiat d'un traité publié dès 1572 sous le titre De arte Chymica, et attribué par erreur par la suite à Marsile Ficin. En 1628, une Anatomia auri, sive Tyrocinium medico-chymicum
Il est connu pour son  recueil de morceaux pour luth Thesaurus gratiarum (1622) .